# Пиједра Бланка (Пуенте де Истла)
Пиједра Бланка (шп. Piedra Blanca) насеље је у Мексику у савезној држави Морелос у општини Пуенте де Истла. Насеље се налази на надморској висини од 981 м.

## Становништво
Према подацима из 2010. године у насељу је живело 10 становника.

### Хронологија
| Година       | 2000       | 2005 | 2010 |
| ------------ | ---------- | ---- | ---- |
| Становништво | 15 (9 / 6) | 4    | 10   |

### Попис
| # | Индикатор                     | Вредност |
| - | ----------------------------- | -------- |
| 1 | Укупно домаћинстава           | 7        |
| 2 | Укупно насељених домаћинстава | 2        |
| 3 | Величина локације             | 1        |